# Sofiko Tchiaoureli
Pour les articles homonymes, voir Tchiaoureli.
Sofiko Tchiaoureli (aussi Tchiaourelli et Chiaureli - en géorgien : სოფიკო ჭიაურელი), née à Tbilissi (Union soviétique) le 21 mai 1937 et morte dans cette ville (actuellement en Géorgie), le 2 mars 2008, est une actrice soviétique et géorgienne, connue pour être la muse du cinéaste Sergueï Paradjanov,.

## Biographie

Maison de la rue Veriko Anjaparidze à Tbilissi où elle vécut, avec une plaque commémorative à son nom.

Sofiko Tchiaoureli est fille du cinéaste Mikhaïl Tchiaoureli et de l'actrice Veriko Anjaparidze. Elle est la cousine du réalisateur Gueorgui Danielia, 
Diplômée de l'Institut national de la cinématographie en 1960 (atelier de Boris Bibikov (ru)), elle retourne ensuite en Géorgie. Elle joue une grande variété de rôles sur la scène du théâtre Koté Mardjanichvili (1960-1964, 1968-2008) et au Théâtre national Roustavéli (1964-1968).
Elle apparaît pour la première fois à l'écran en 1956, dans le drame lyrique Chveni ezo de Revaz Tchkheidze. Elle joue sous la direction de son cousin Gueorgui Danielia en 1969, dans Ne sois pas triste inspiré par le livre de Claude Tillier Mon oncle Benjamin. Sa performance dans le film Veris ubnis melodiebi de Gueorgui Chenguelaia lui apporte le prix du meilleur rôle féminin au All-Union Film Festival de Bakou en 1974, et au XXVIe festival international du film de la Tchécoslovaquie en 1975. Sa carrière cinématographique compte plus de quarante-cinq rôles.
Elle fut députée du 9e Soviet suprême de l'Union soviétique en 1974-1979, de l'Oblast autonome d'Ossétie du Sud.
Sofiko Tchiaoureli se marie avec le réalisateur Gueorgui Chenguelaia avec qui elle a deux enfants. Elle divorce et se remarie avec l'acteur Kote Makharadze.
Sofiko Tchiaoureli meurt le 2 mars 2008, à l'âge de 71 ans, après une longue maladie. Elle est enterrée dans le panthéon de Didube à Tbilissi, auprès de son mari Kote Makharadze. Tchiaoureli laisse dans le deuil ses deux fils.

## Filmographie partielle
- 1958 : Aquarelle de Otar Iosseliani
- 1969 : Ne sois pas triste de Gueorgui Danielia : Sofiko
- 1969 : Sayat Nova : La Couleur de la grenade de Sergueï Paradjanov : Ange de la Résurrection[3]
- 1977 : L'Arbre du désir de Tenguiz Abouladze : Pupala
- 1979 : Ali Baba et les 40 voleurs (Alibaba Aur 40 Chor) de Latif Faiziyev et de Umesh Mehra : la mère d'Ali-Baba
- 1984 : La Légende de la forteresse de Souram de Sergueï Paradjanov et Sergueï Paradjanov : Vardo
- 1988 : Achik Kérib, conte d'un poète amoureux de Dodo Abachidzé et Sergueï Paradjanov : la mère d'Achik Kérib
- 1992 : Paradjanov : Le Dernier Printemps de Mikhail Vartanov

## Distinctions
- 1975 : membre du jury au Festival international du film de Moscou